# Yves Ballot
Pour les articles homonymes, voir Ballot.
Yves Ballot est un architecte français né le 21 juillet 1956 à Marseille.
Il a fait ses études à l'école d'architecture de Versailles dont il sort diplômé en 1986. Il obtient un poste de maître assistant en 1994 et enseigne à l'école d'architecture de Clermont-Ferrand pendant 3 ans. Il enseigne actuellement à l'École nationale supérieure d'architecture et de paysage de Bordeaux.

## Prix
- 2007 : Prix de l'Équerre d'argent[1]

## Réalisations
- 2007 : Groupe scolaire Nuyens dans le quartier de la Bastide à Bordeaux, avec Nathalie Franck[1].